# روزهای تعطیل در پاکستان
روزهای تعطیل و فستیوالهای بسیاری سالانه در پاکستان جشن گرفته می‌شوند. در حالی که پاکستان یک ملت مسلمان است روزهای تعطیل غیر مذهبی نیز در پاکستان وجود دارد که عبارتند از: روز پاکستان (۲۳ مارس)، روز استقلال (۱۴ آگوست)، روز دفاع پاکستان ۶ سپتامبر، روز نیروی هوایی پاکستان ۷ دسامبر سالگرد تولد (۵ دسامبر)، و مرگ (۱۱ سپتامبر) محمد علی جناح، علامه اقبال لاهوری (۹ نوامبر) و تولد (۳۰ ژوئیه) و فوت (۸ ژوئیه) فاطمه جناح (مادر ملت) و همچنین سند کارگر (که به نام سندمی هم شناخته می‌شود) در روز ۱ می.
چند فستیوال مهم توسط مسلمانهای پاکستانی در طول سال گرامی داشته می‌شوند که وابسته به تقویم اسلامی است. در رمضان که نهمین ماه تقویم است ۲۹ یا ۳۰روز را روزه می‌گیرند و سپس جشن عید فطر است دریک جشن دیگر عید العزا حیوانی را به یاد کارهایی که ابراهیم انجام داد قربانی می‌کنند و گوشت آنرا بین دوستان و خانواده و فقرا تقسیم می‌کنند. هر دوعید از تعطیلات عمومی هستند و مردم می‌توانند در این دو روز از خانواده و دوستان دیدن کنند و بچه‌ها لباس نو هدیه و شیرینی می‌گیرند. بعضی از مسلمانان میلاد النبی که جشن تولد محمد است را در سومین ماه تقویم ربیع‌الاول جشن می‌گیرند. مسلمان‌های شیعه روز عاشورا را در روزهای نهم و دهم اولین ماه تقویم (ماه محرم) گرامی می‌دارند و یاد کشته‌شدن حسین بن علی (ع) نوه پیامبر گرامی اسلام حضرت محمد را زنده می‌کنند.
هندوها، بودایی‌ها، سیکها و مسیحیان پاکستان نیز جشن‌های خودشان را برگزار می‌کنند. سیک‌ها از سراسر جهان می‌آیند تا مکان‌های مقدسی را در پنجاب مانند مقبره‌ها گورو ننک مؤسس سیکسیم در حسن عبدلی واقع در ناحیه اتوک و محل تولد او نانکانا صاحب را دیدن کنند. فستیوال‌های محلی و منطقه‌ای نیز مانند فستیوال بسنت در پنجاب که شروع بهار را نشان می‌دهد وبا هوا کردن باد بادک‌ها همراه است نیز جشن گرفته می‌شوند.
یکی از جشن هایی که در پاکستان برگزار می شود جشن نوروز است. جشن نوروز یکی از مهمترین جشن‌های پاکستان است. معمولاً در دانشگاه‌ها نیز برنامه‌هایی برای این جشن برگزار می‌شود و شما می‌توانید در آن‌ها شرکت کنید. در ایالت‌های مختلف پاکستان مراسم شبیه به مراسم ایران برگزار می‌شود. در عید نوروز مردم تخم مرغ رنگ می‌کنند و بازی‌های محلی مانند چوگان انجام می‌دهند. پیش از فرارسیدن عید نوروز، چهارشنبه سوری برگزار می‌شود و مردم از روی آتش می‌پرند تا غم و غصه‌های خود را به آتش بسپارند. دید و بازدید نیز از دیگر مراسم موجود در عید نوروز است.

## روزهای تعطیل پاکستان

### روزکشمیر
- ۱۶ بهمن

### روزپاکستان
- سوم فروردین

### روز جهانی کارگر
- ۱۱ اردیبهشت

### عید فطر
- عید فطر در کشور پاکستان دست‌کم برای سه‌روز تعطیل رسمی و عمومی است.
- ۱۳، ۱۴، ۱۵، ۱۶ خرداد (سال ۱۳۹۸ هجری‌شمسی)

### عید قربان
- عید قربان در پاکستان دست‌کم به مدت سه‌روز تعطیل رسمی و عمومی است.
- ۲۰، ۲۱، ۲۲، ۲۳ مرداد (سال ۱۳۹۸ هجری‌شمسی)

### روز استقلال
- ۱۴ اوت

### عاشورا
- پاکستان در ماه محرم، دو روز به مناسبت روز عاشورا تعطیل رسمی است.
- ۹، ۱۰ محرم

### میلاد پیامبر
- ۱۰ نوامبر

### روز رهبر اعظم
- روز رهبر اعظم (محمد علی جناح)
- ۲۵ دسامبر

### روز اوّلماه رمضان(رمضان مبارک)
- ۱۵ اردیبهشت (سال ۱۳۹۸)

### ۱ ژوئیه
- تعطیلی ۱ ژوئیه

## فهرست‌وار
یوم دفاع

| تاریخ                                    | نام فارسی                             | نام اردو                                                               | Remarks                                                                              |
| ---------------------------------------- | ------------------------------------- | ---------------------------------------------------------------------- | ------------------------------------------------------------------------------------ |
| ۲۳ مارس                                  | روز ملی پاکستان                       | یوم پاکستان یوم پاکستان                                                | یادبود جداشدن پاکستان در ۲۳ مارس، ۱۹۴۰ (میلادی) در لاهور و روز جمهوری در ۱۹۵۶ میلادی |
| ۱ مه                                     | روز کارگر (روز جهانی کارگر)           | یوم کاریگر یوم کاریگر                                                  | روز کارگر در پاکستان                                                                 |
| ۱۴ اوت                                   | روز استقلال                           | یوم استقلال یوم استقلال                                                | استقلال از پادشاهی متحده در ۱۴ اوت، ۱۹۴۷                                             |
| روز دفاع                                 |                                       |                                                                        |                                                                                      |
| ۹ نوامبر                                 | تولد محمد اقبال                       | یوم اقبال یوم اقبال                                                    | زادروز شاعر ملی محمد اقبال                                                           |
| ۲۵ دسامبر                                | زادروز قائد اعظم محمدعلی جناح; کریسمس | یوم ولادت قائداعظم یوم ولادت قائد اعظم عید میلاد مسیح عیدالمیلادالمسیح | زادروز قائد اعظم محمدعلی جناح; کریسمس                                                |
| اعیادی که مرتبط با تقویم هجری قمری هستند |                                       |                                                                        |                                                                                      |
| ۱۰ ذی‌الحجه                               | عید الاضحی                            | عید الاضحٰی                                                             | یادبود خرسندی ابراهیم برای قربانی پسرش در ۱۰ ذی‌الحجه                                 |
| ۱ شوال                                   | عید فطر                               | عید الفطر                                                              | بزرگداشت پایان رمضان در نخستین روز شوال                                              |
| ۱۲ ربیع‌الاول                             | میلاد پیامبر                          | عید میلاد النبی                                                        | زادروز محمد. در ۱۲ ربیع‌الاول                                                         |
| ۱۰ محرم                                  | عاشورا                                | عاشوراء                                                                | شهادت حسین (نام) در ۱۰ محرم (ماه)                                                    |
| آخرین جمعه ماه رمضان                     | جمعه الوداع                           | جمعۃ الوداع                                                            | واپسین جمعهٔ رمضان پیش از عید فطر                                                     |
| ده شب پایانی ماه رمضان                   | شب قدر                                | لیلۃ القدر                                                             | ده شب پایانی رمضان                                                                   |